# Mena Edwards
Mena Edwards, verheiratete Mena Reiss (* um 1890; † nach 1924) war ein US-amerikanisches Fotomodell. Sie wurde bekannt aufgrund ihrer angeblichen Verwicklung in deutsche Spionageaktivitäten während des Ersten Weltkriegs.

## Leben und Wirken
Um 1912 fand Edwards eine Anstellung bei der Eastman Kodak Company. Da sie in den Folgejahren als Modell auf zahlreichen Werbeplakaten und -photographien, die für die Produkte der Firma warben, zu sehen war, wurde sie in der amerikanischen Öffentlichkeit um 1913 als „Eastman Girl“ bekannt.
1924 trat Edwards erneut in den Fokus der Öffentlichkeit, als sie als Zeugin bei Anhörungen der sogenannten Mixed Claims Commission auftrat. Bei dieser handelte es sich um eine Kommission, die nach dem Ende des Ersten Weltkriegs zur Beilegung amerikanischer Schadensersatzansprüche an das Deutsche Reich wegen der Sabotageaktivitäten deutscher Agenten in den USA in den Jahren 1914 bis 1917 – d. h. in der Zeit zwischen dem Ausbruch des Ersten Weltkriegs im Sommer 1914 und dem amerikanischen Eintritt in den Krieg im April 1917, also während der Zeit in der die Vereinigten Staaten eine neutrale Macht waren und derartige Aktivitäten völkerrechtlich unzulässig waren – eingerichtet worden war.
Edwards sagte damals aus, dass sie im Jahr 1915 in New York City mit den beiden deutschen Diplomaten Karl Boy-Ed und Franz von Papen, den Marine- bzw. Militärattachés an der deutschen Botschaft in Washington, bekannt geworden sei und in der Folgezeit viel Zeit mit den beiden Diplomaten verbracht habe. So sei sie häufig mit diesen in exklusiven Klubs und Hotels zu Gast gewesen und habe mit Papen romantische Ausritte im Central Park unternommen. Im Sommer 1915 will sie auf das von Papen und Boy-Ed organisierte illegale deutsche Spionage- und Sabotagenetzwerk innerhalb der Vereinigten Staaten aufmerksam geworden sein und auch einige Einzelheiten über die von diesem Netzwerk unternommenen Maßnahmen erfahren haben. Diese standen in Zusammenhang mit der komplizierten Rolle der USA in der ersten Phase des Ersten Weltkriegs als einer neutralen, zugleich aber die Kriegsgegner des Deutschen Reiches mit Waffen, Munition und sonstigen kriegswichtigen Gütern beliefernden, Macht sowie mit der direkten Nachbarschaft der USA zu dem als Teil des Britischen Empires zu den deutschen Kriegsgegnern gehörenden Kanadas. Während die tiefe Verstrickung Papens und Boy-Eds in derartige Aktivitäten grundsätzlich historisch gesichert ist, stellte Edwards einige Behauptungen auf, die anderweitig nicht verbürgt sind: So erklärte sie, dass Papen und Boy-Ed in die Organisierung der Zerstörung von amerikanischen Depots, in denen Munition die zur Verschickung nach Europa gedacht gewesen sei, sowie in die Organisation der Sprengung von Eisenbahnbrücken jenseits der kanadischen Grenze – um den Transport kanadischer Truppen nach Europa zu erschweren – involviert gewesen sei, während die beiden Diplomaten nach dem Krieg insistierten, dass sie in derartige gewalttätige Sabotageaktivitäten nicht verwickelt gewesen seien, sondern dass sie lediglich Munition und andere Rüstungsgüter und für deren Fabrikation notwendige Rohstoffe mit Hilfe von Geheimfonds aufgekauft hätten, um deren Verbringung nach Europa zu verhindern.
In der englischsprachigen Ausgabe seiner Memoiren bestritt Papen 1952 Edwards Behauptungen vor der Mixed Claims Commission. So will er Edwards überhaupt nicht gekannt haben und insbesondere keine Liebschaft mit ihr gehabt haben. Daneben seien die Behauptungen, dass er und sein Kollege Boy-Ed 1915 ein wildes Leben voller Feiern und Liebschaften in New York geführt hätten, frei erfunden.